# Comté de Montgomery (Kentucky)
Pour les articles homonymes, voir Comté de Montgomery.
Le comté de Montgomery est un comté de l'État du Kentucky, aux États-Unis. Son siège est Mount Sterling.

## Histoire
Le comté a été fondé en 1797 et nommé d'après le militaire britannique Richard Montgomery.